# Cinema dei Piccoli
Il Cinema dei Piccoli è un cinema di Roma, sito all'interno di Villa Borghese. Con un'area di 71,52 m² e 63 posti a sedere, è la sala cinematografica più piccola del mondo.
Oltre a proiettare film per bambini negli spettacoli pomeridiani, offre una programmazione serale con proiezione in versione originale sottotitolate d'essai.

## Storia
La sala fu realizzata da Alfredo Annibali nel 1934 col nome "Casa di Topolino". Vicino all'insegna col nome svettava un'immagine di Topolino con una cinepresa. La Disney impose poi la rimozione del nome "Topolino", ma l'immagine del personaggio con la cinepresa sarebbe rimasta fino agli anni settanta.
La sala interruppe la programmazione durante la seconda guerra mondiale, per riaprire immediatamente dopo.
Durante gli anni settanta Villa Borghese fu chiusa al traffico privato e in quel periodo il cinema conobbe un momento di crisi. Alla fine del decennio, l'allora proprietario Giuliano Annibali (figlio di Alfredo) affidò la programmazione ad Enzo Fiorenza, fondatore dell'AIACE (Associazione Italiana Amici Cinema d'Essai) e uno degli ideatori dell'Estate romana. Fiorenza apre la sala alla programmazione d'essai.
Nel 1978 l'AIACE diede la sala in gestione a Fulvio Wetzl e Titta Labonìa che vi fondarono il Piccolo Officine, un cineclub d'essai che presentò film in anteprima per l'Italia come Falso movimento di Wim Wenders, inaugurando la sala.
Dal 1980 la gestione della sala fu curata dalla coppia formata da Roberto Fiorenza (figlio di Enzo e fratello del regista Stelio Fiorenza) e Caterina Roverso.
Nel 1991 il cinema fu restaurato e dotato di uno schermo di 5 m x 2,5 m, stereo DTS ed aria condizionata. Per un certo periodo, durante i primi anni novanta, Piero Clemente affiancò Fiorenza e Roverso nella programmazione e nella gestione della sala. Dal 1993 al 1995 la sala collaborò con la Cineteca Nazionale proponendo una programmazione per le scuole di film della storia del cinema.
Nel 2007 viene inaugurato il Dei Piccoli Film Festival, realizzata con il contributo della Regione Lazio, "per lo sviluppo e la diffusione di un cinema di qualità al servizio dei bambini".
Nel 2013 la cabina viene equipaggiata con un proiettore Sony 4K.
Nel 2021 la cabina viene equipaggiata con un proiettore BARCO SP 2K-7 LASER CIONIC. https://www.cinemadeipiccoli.com/info/

## Premi e riconoscimenti
Nel 2005 la sala è stata inserita nel Guinness dei primati con la definizione di "edificio più piccolo del mondo adibito a spettacoli cinematografici". Per questo i proprietari del cinema dovettero provare che l'esercizio funzionasse con una certa continuità.
Nel 2006 il cinema vince il premio FICE.